# Pitoune
Une pitoune est un terme employé au Québec pour désigner  les billots de bois lors de la drave (bois flottés), mais également une femme avenante.

## Étymologies diverses
Le terme désigne techniquement les billes d'épinette, à forte senteur résineuse, transportées par voie fluviale des forêts aux usines lointaines qui les transforment en pulpe de bois pour la fabrication de papier.
Selon Jacques Rousseau, si son sens est le même, son origine serait amérindienne.
Une autre explication très répandue des origines du  terme serait une déformation francisée « a pitoune » de l'expression anglaise happy town (« ville joyeuse »), désignant la ville destination du bois flotté du bûcheronnage et où, ensuite, ils faisaient la fête.  Comme les draveurs y rencontraient des femmes dont ils étaient privés pendant les campagnes d'abattage des arbres, le terme se serait étendu au sens de « femme avenante » voire de femme aux mœurs légères.

### Usage dans les textes littéraires
- Mary Rose Anna Travers dite La Bolduc  en fait un titre de chanson, parue en 1930[7].
- Gilles Vigneault, Tit-Paul la pitoune,
- Erik Orsenna, Sur la route du papier : Petit précis de mondialisation III, Stock, 29 février 2012.